# IC 1430
IC 1430 ist eine elliptische Galaxie vom Hubble-Typ E0 im Sternbild Aquarius auf der Ekliptik. Sie ist schätzungsweise 748 Millionen Lichtjahre von der Milchstraße entfernt und hat einen Durchmesser von etwa 90.000 Lichtjahren.

Im selben Himmelsareal befindet sich u. a. die Galaxie IC 1431.
Das Objekt wurde am 26. August 1892 von Stéphane Javelle entdeckt.